# Bataille du Chelif (1701)
Conflits algéro-chérifiens
Batailles
La bataille du Chelif ou bataille de la Djidiouia a lieu le 28 avril 1701 sur les rives de l'oued Djidiouia ; elle oppose les armées du sultan alaouite Ismaïl ben Chérif à celle du dey d'Alger Hadj Moustapha. Elle se déroule dans le contexte d'une tentative de conquête de l'ouest de la régence d'Alger par le Maroc, coordonnée avec une offensive de Tunis à l'est de la régence d'Alger dans les années 1700 et 1701.

## Contexte
Les troupes marocaines entrent en guerre contre la régence d'Alger lors de l'année hégirienne 1111 (1699-1700),,. Cette fois, cette tentative se veut coordonnée avec une offensive du Bey de Tunis sur la province de Constantine. Une première campagne est menée par le fils de Ismaïl ben Chérif, Zeïdan, qui remporte certains succès : il prend Tlemcen et chasse les Turcs de la ville, puis Mascara où il pille même le palais du bey. Cependant pour sauver son butin il conclut une trêve avec Alger et rentre au Maroc. Le sultan Ismaïl ben Chérif est furieux de cette paix car elle permet en effet à la régence d'Alger de se concentrer sur son front est et de battre l'armée de Tunis entre Sétif et Constantine. 
Ismaïl ben Chérif destitue son fils Zidan de son commandement et retourne en campagne contre Alger. Il avance alors jusque dans la vallée du Chelif. Le dey Hadj Moustapha victorieux à l'est, rassemble des troupes d’auxiliaires des tribus sur son passage pour faire face. La rencontre des deux armées a lieu dans la vallée du Chelif, plus précisément sur les rives d'un affluent, le Djidouia.
Un changement de cap dans la politique extérieure de la régence d'Alger est amorcé dès les années 1690 par le dey Hadj Chabane. Ce dernier ambitionne de fédérer tout le Maghreb sous son autorité. Pour réaliser cet objectif, il s’est détourné de la guerre de course maritime avec l'Europe et a mobilisé toutes les forces disponibles dans ses guerres maghrébines.
Sa politique est poursuivie par le dey Moustapha qui affronte d’abord les armées conjointes de Tunis et de Tripoli en octobre 1700 puis fait face à l’armée du roi Moulay Ismaël en avril 1701. Ses victoires écrasantes sur les trois armées maghrébines, le butin et autres indemnités de guerre imposés aux vaincus, ne règlent pas les problèmes financiers de la régence d'Alger. En effet, ces victoires sont le résultat d’une exceptionnelle et onéreuse mobilisation des forces. Le nombre des combattants soldés a été augmenté à un niveau que ne pouvait pas soutenir longtemps le budget de l’État et beaucoup d’argent a été dépensé également pour payer et entretenir des milliers de cavaliers recrutés dans les différentes régions du pays.

## Déroulement
La bataille a lieu le 28 avril 1701 (selon l'historiographie locale le 20 du dzou-l qa’dah 1112 du calendrier hégirien) et l'engagement des deux armées commence à midi. Face aux 50 000 hommes de Ismaïl ben Chérif, le dey Hadj Moustapha dispose de 6 000 fantassins et de 1 000 spahis.
La bataille s'achève vers 16 heures avec une déroute de Ismaïl ben Chérif. Ce dernier blessé dans les combats doit s’échapper à cheval et échappe de peu à une capture. Les pertes marocaines sont de 3 000 hommes dont 50 caïds.
Cette bataille met fin à la campagne algérienne de Ismaïl ben Chérif et, provisoirement, à ses visée territoriales.

## Conséquences
Un Algérien anonyme écrit le 2 mai à un correspondant français en lui adressant la copie de la lettre du dey Moustapha à son khodja datée au camp le 18 avril 1701. Ces Lettres d'Alger relatant le « grand avantage qu'ont remporté les Algériens sur le roi de Maroc » en abordant la victoire de l 'oued Djidiouia où Moulay Ismail a perdu 3000 hommes, dont 50 caïds. La guerre algéro-marocaine de 1701 a initié un rapprochement inattendu et éphémère entre la régence d'Alger et l'Espagne (encore présente à Oran). 